# Kanton Cornus
Der Kanton Cornus war ein französischer Wahlkreis im Département Aveyron in der Region Midi-Pyrénées. Er umfasste neun Gemeinden im Arrondissement Millau; sein Hauptort (frz.: chef-lieu) war Cornus. Die landesweiten Änderungen in der Zusammensetzung der Kantone brachten im März 2015 seine Auflösung.
Der Kanton Cornus war 330,89 km2 groß und hatte 1877 Einwohner (Stand 2012). Der Kanton lag Südosten des Départements.

## Gemeinden
| Gemeinde                 | Einwohner (Stand: 2022) | Code postal | Code Insee |
| ------------------------ | ----------------------- | ----------- | ---------- |
| Le Clapier               | 88                      | 12540       | 12067      |
| Cornus                   | 513                     | 12540       | 12077      |
| Lapanouse-de-Cernon      | 121                     | 12230       | 12122      |
| Marnhagues-et-Latour     | 144                     | 12540       | 12139      |
| Fondamente               | 335                     | 12540       | 12155      |
| Saint-Beaulize           | 100                     | 12540       | 12212      |
| Sainte-Eulalie-de-Cernon | 321                     | 12230       | 12220      |
| Saint-Jean-et-Saint-Paul | 284                     | 12250       | 12232      |
| Viala-du-Pas-de-Jaux     | 88                      | 12250       | 12295      |